# Stagmatophora heydeniella
Stagmatophora heydeniella — вид лускокрилих комах родини розкішних вузькокрилих молей (Cosmopterigidae).

## Поширення
Вид поширений в Південній та Східній Європі. Присутній у фауні України.

## Опис
Розмах крил 7-9 мм. Передні крила помаранчево-червоні, але чорнуваті біля основи та верхівкового кута. Є малюнок у вигляді п'яти срібних плям і неповної смуги біля основи.

## Спосіб життя
Метелики літають з травня по липень. Личинки трапляються у серпні-вересні. Вони живляться листям Stachys alopecuros, Stachys officinalis та Stachys sylvatica, мінуючи його. Заляльковування відбувається поза шахтою. Вид зимує в стадії лялечки.